# ユリシーズ
『ユリシーズ』（英: Ulysses）は、アイルランドの作家ジェイムズ・ジョイスの小説。当初アメリカの雑誌『リトル・レビュー』1918年3月号から1920年12月号にかけて一部が連載され、その後1922年2月2日にパリのシェイクスピア・アンド・カンパニー書店から完全な形で出版された。20世紀前半のモダニズム文学におけるもっとも重要な作品の一つであり、プルーストの『失われた時を求めて』とともに20世紀を代表する大長編小説とみなされている。
物語は冴えない中年の広告取りレオポルド・ブルームを中心に、ダブリンのある一日（1904年6月16日）を多種多様な文体を使って詳細に記録している。タイトルの『ユリシーズ』はオデュッセウスのラテン語形の英語化であり、18の章からなる物語全体の構成はホメロスの『オデュッセイア』との対応関係を持っている。例えば、英雄オデュッセウスは冴えない中年男ブルームに、息子テレマコスは作家志望の青年スティーヴンに、貞淑な妻ペネロペイアは浮気妻モリーに、20年にわたる辛苦の旅路がたった一日の出来事にそれぞれ置き換えられる。また、ダブリンの街を克明に記述しているため、ジョイスは「たとえダブリンが滅んでも、『ユリシーズ』があれば再現できる」と語ったという。
意識の流れの技法、入念な作品構成、夥しい数の駄洒落・パロディ・引用などを含む実験的な文章、豊富な人物造形と幅広いユーモアなどによって、『ユリシーズ』はエズラ・パウンド、T・S・エリオットといったモダニストたちから大きな賞賛を受ける一方で、初期の猥褻裁判をはじめとする数多くの反発と詮索をも呼び起こした。

## 執筆背景
ジョイスがはじめてホメロスの『オデュッセイア』に出会ったのは、チャールズ・ラムの子供向けの再話である『ユリシーズの冒険』を介してであり、この作品によってオデュッセウスのラテン名「ユリシーズ」が彼の記憶に刻まれたものと見られる。学生時代には、ジョイスは「私の好きな英雄」と題した作文でオデュッセウスを取り上げている。『ユリシーズ』執筆中の時期には、友人のフランク・バッジェンに対して「文芸上の唯一のオールラウンド・キャラクター」は、キリストでもファウストでもハムレットでもなくオデュッセウスだと力説している。
ジョイスが『ユリシーズ』と題した作品を書こうと思い立ったのは、1906年であり、実在するダブリン市民ハンターをモデルとした短編として『ダブリン市民』に収めるつもりであったが、構想から筆が進まずに頓挫した。また、ジョイスは、『ダブリン市民』を執筆中、この連作集のタイトルを『ダブリンのユリシーズ』にすることも考えていたと述べている。その後、『若き芸術家の肖像』を半分ほど書き上げた頃、『オデュッセイア』がその続きとなるべきだと考え、1914年末から1915年初頭頃に『ユリシーズ』に着手した。
ジョイスは、作品の全体像を最初から持っていたわけではなく、ある程度書き進めながら着想を掴んでいった。1915年6月の段階では、22の挿話で構成することが考えられていたが、その後17に減り、最終的に18に落ち着いた。作品の舞台はダブリンであるが、執筆の場はチューリヒであり、1920年からは住居をパリに移し、1922年の最初の刊本印刷の間際まで入念な推敲が続けられた。

## 特徴

### 構成
『ユリシーズ』の物語は18の章（挿話）に分かれており、『リトル・レビュー』連載時には各挿話に『オデュッセイア』との対応を示唆する章題が付けられていた（刊本では除かれている）。ジョイスは友人や批評家のために、『ユリシーズ』と『オデュッセイア』との構造的な対応を示す計画表（スキーマ）を作成しており、これには『オデュセイア』との対応関係だけでなく、各挿話がそれぞれ担っている象徴、学芸の分野、基調とする色彩、対応する人体の器官といったものが図示されている。「計画表」にはいくつかの異なったバージョンがあるが、差異は副次的なもので大きな食い違いはない（計画表自体については後述：#梗概に併記）。
また、ジョイスは、後述する『ユリシーズ』に対する猥褻裁判の担当弁護士でジョイスのパトロンでもあったジョン・クィンへの書簡（1920年）のなかで、『ユリシーズ』の構成が『オデュッセイア』の伝統的な3部分割に対応していることを示している。すなわち、作家志望の青年スティーブン・ディーダラスがその中心となる最初の3挿話は、父オデュッセウスの不在に悩むテレマコスの苦悩を描く『オデュッセイア』前半部（第1部「テレマキア」）に対応する。本作の中心人物である中年の広告取りレオポルド・ブルームが登場しダブリン市内のあちこちを動き回る第4挿話から第15挿話までが、オデュッセウスの冒険を描く『オデュッセイア』の基幹部（第2部「オデュッセイア」）に対応する。そして、ブルームがスティーブンを連れて妻モリーの元に戻って来る最後の3挿話が、オデュッセウスの帰還を扱う『オデュッセイア』後半部（第3部「ノストス」＝帰郷）に対応している。
小説のプロットを神話と対応させるこの方法は、『ダブリン市民』に所収の「死者たち」から徐々に試みられていたものである。T・S・エリオットは、これを「神話的方法」と呼び、『ユリシーズ』出版に際してこの手法の開発を科学上の新発見になぞらえて賞賛した。

### 文体
ジョイスは『ユリシーズ』の18の章をそれぞれ「同業者には未知で未発見の18の違った観点と同じ数の文体」で書くことを試みている。前半の文体を特徴付けているのは「内的独白」ないし「意識の流れ」と呼ばれる手法であり、主要人物の意識に去来する想念を切れ目なく直接的に映し出してゆく。この手法に関しては、ジョイスは交流のあったフランスの作家エドゥアール・デュジャルダンの『月桂樹は切られた』から影響を受けたことを認めている。
「意識の流れ」は一人の人物に焦点を合わせる手法であるが、『ユリシーズ』の後半では語りの視点が複数化・非個人化するとともに作者固有の文体というべきものが消失し、古今のさまざまな文章のパスティーシュを含む実験的手法がとって代わる。特にその実験が顕著なのが第14挿話であり、ここでは古代から現代にいたる、30以上の英語文の文体見本となっている。そして、最後の章では、主人公ブルームの妻モリーの滔々とした独白、つまり他者の声によって終わる。こうした後半の文体について、ディヴィッド・ヘルマンは、前半の語りの主体である「語り手」に対して、「編成者」という名称を使用している。
また、『ユリシーズ』の文章は、膨大な量の駄洒落や引用、謎かけや暗示、百科事典的な記述と羅列といったものを含んでいる。生前、ジョイスは、「非常に多くの謎を詰め込んだので、教授たちは何世紀も渡り私の意図をめぐって議論することになるだろう」とも語ったという。『ユリシーズ』は、英語原文にしておよそ26万5千語の長さをもっており、その中で固有名詞や複数形、動詞の変化形なども含め3万30種もの語が使用されている。

## 梗概
前述のように原本には章題・部分けは存在しないが、以下では便宜のため連載時の章題および書簡類、計画表で示されている章題と部分けを用いる。また、梗概の末尾に「計画表」に基づく各挿話の解説を示す。

### 第1部 テレマキア

#### 第1挿話 テレマコス

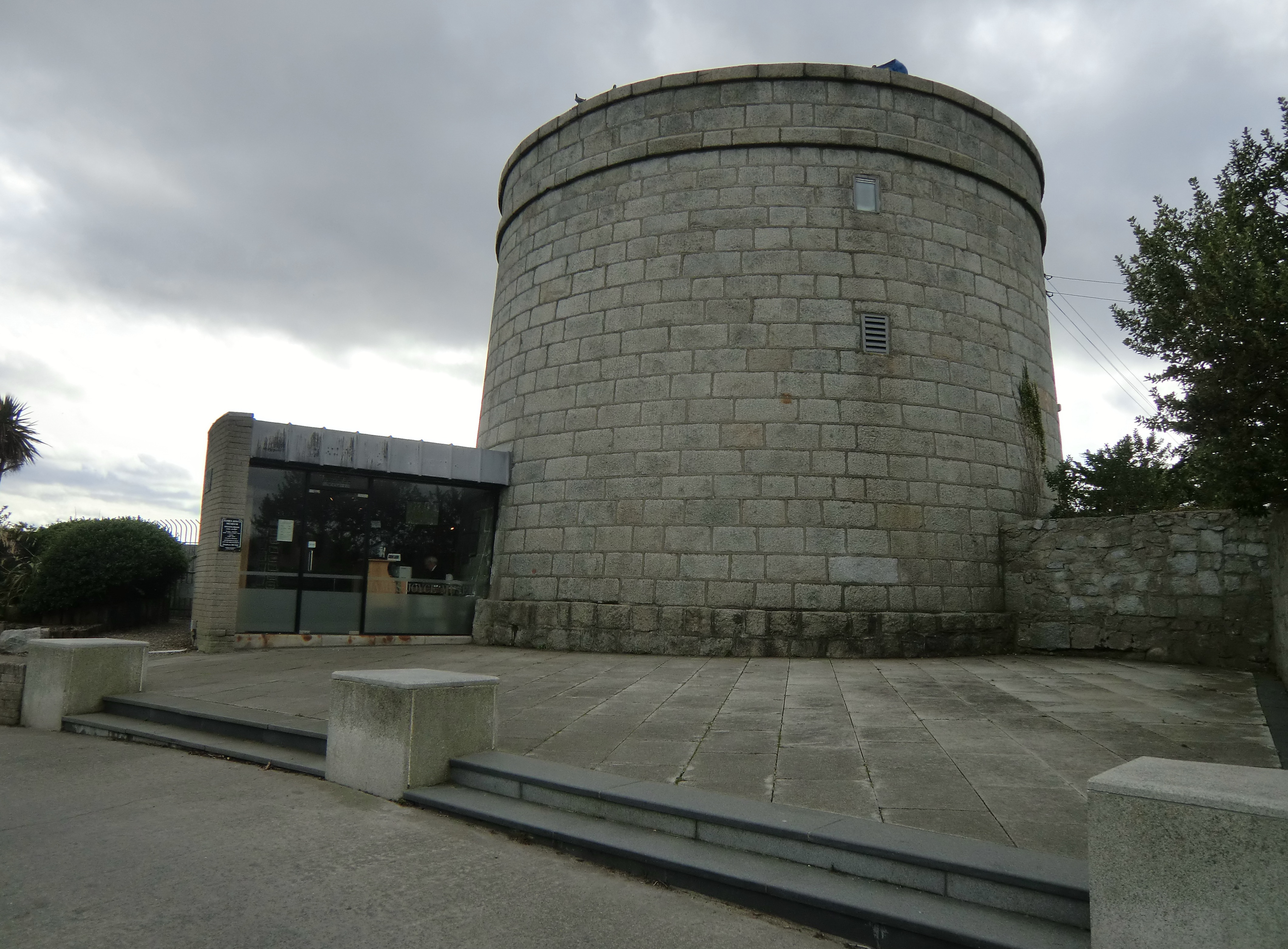
本作の出だしの舞台であるサンディコーヴのマーテロー塔。ジョイスは、実際にここで6日間を過ごした。現在では、ジェイムズ・ジョイス記念館になっている。

午前8時。ダブリン南東にあるサンディコーヴ海岸のマーテロー塔（ジェイムス・ジョイスタワーと博物館 ）から場面がはじまる。ここで寝起きしている医学生バック・マリガンが、同居人の作家志望の青年スティーブン・ディーダラス（彼はジョイスの前作『若き芸術家の肖像』の主人公で、ジョイス自身がモデル）を階上へと呼びかける。陽気でからかい口調のマリガンに対して、スティーブンは彼がスティーブンの母の死に関して言った心無い言葉と、マリガンが招いているイギリス人学生ヘインズに対する不信感のためにわだかまりを持っている。3人はいっしょに朝食をとり、食事中にやってきたミルク売りの老婆からミルクを買い、その後連れ立って外へ出る。マリガンは裸になって泳ぎ、スティーブンに塔の鍵と飲み代を要求する。スティーブンは去り際に、今夜は家に帰るまいと考える。
場面＝塔、時刻＝午前8時、学芸＝神学、色彩＝白・金、象徴＝相続人、技術＝語り（青年の）、神話的対応＝スティーブンがテレマコスおよびハムレット（シェイクスピア）に、マリガンがアンティノオス、老婆がメントルに対応する。

#### 第2挿話 ネストル
午前10時。スティーブンは、塔の近くの私学校で学生たちに歴史を教えている。授業後、居残った学生の一人サージャントに数学の算術を教え、その醜い生徒を愛しているはずの母親のことを考える。その後、校長のディージーに会って給料をもらい、そのついでに歴史談義を聞かされ、口蹄疫に関する論文の投書のために新聞への口利きを頼まれる。別れ際に、校長は、「アイルランドは、一度もユダヤ人を迫害しなかった。なぜなら、決してユダヤ人を自国に入れなかったからだ」というユダヤに対する侮蔑的な見解を述べる。
場面＝学校、時刻＝午前10時、学芸＝歴史、色彩＝褐色、象徴＝馬、技術＝教義問答（個人の）、神話的対応＝ディージーがネストル、サージャントがペイシストラトスに対応する。

#### 第3挿話 プロテウス

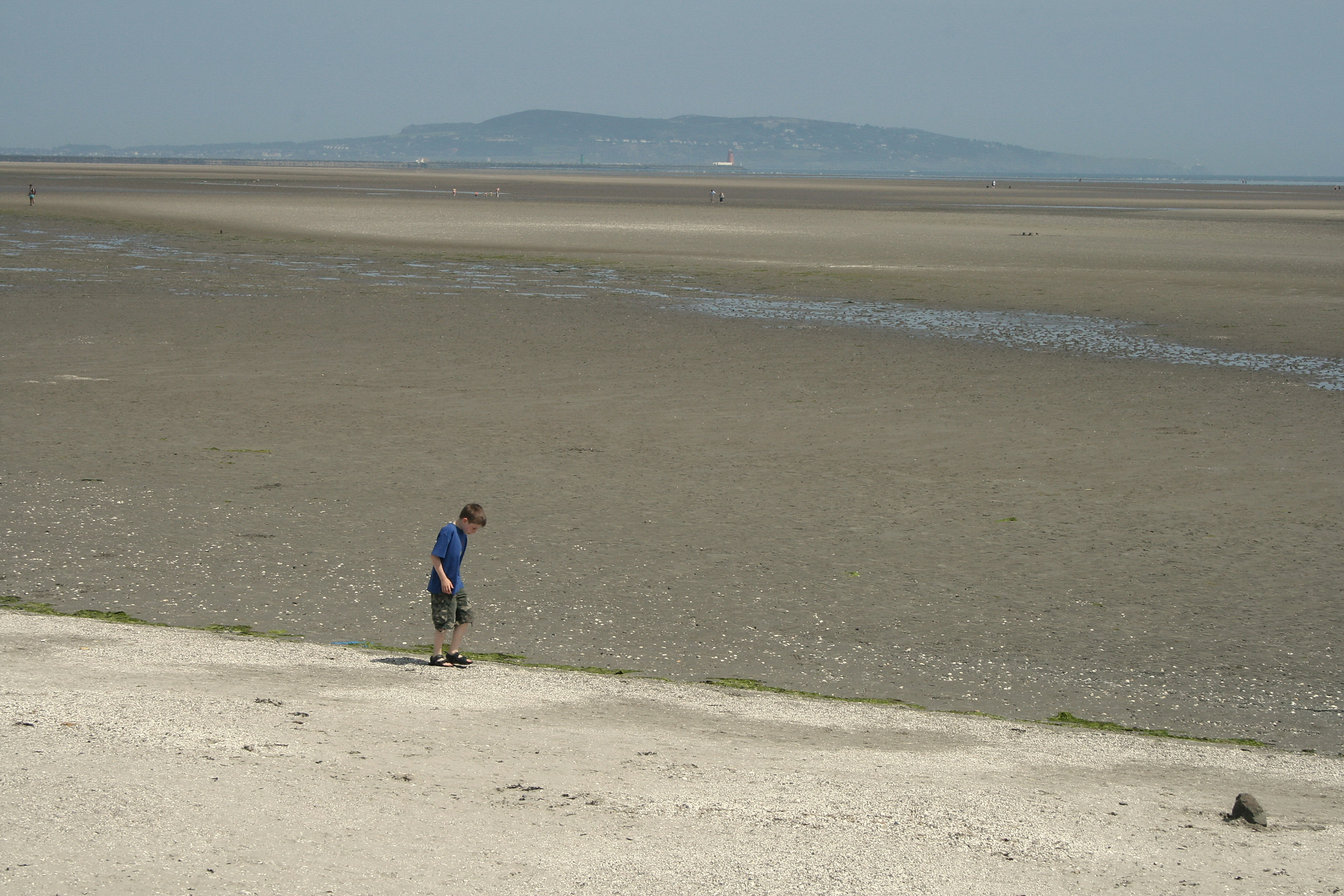
第3章および第13章の舞台となるサンディマウント海岸。

学校を出たスティーブンは、ダブリン市内のサンディマウント海岸にやって来る。彼は、哲学・文学上の思索や家族、パリでの生活、母の死といったことに思いを巡らす。また、通り過ぎていく老婆や夫婦を見てそれぞれ産婆だと思ったりジプシーだと考えたりする。そして、岩の後ろで放尿し、鼻をほじる。この挿話は、スティーブンの内面が意識の流れの技法によって書かれており、彼の教養を反映した外国語などを交えながら文の焦点がめまぐるしく切り替わる。
場面＝海岸、時刻＝午前11時、学芸＝言語学、色彩＝緑、象徴＝潮流、技術＝独白（男の）、神話的対応＝スティーブンの想念が変幻自在のプロテウスに対応する。

### 第2部 ユリシーズの放浪

#### 第4挿話 カリュプソ
時刻は再び午前8時に戻り、舞台はダブリン市内エクルズ通りのレオポルド・ブルーム宅に移る。ブルームは、38歳のハンガリー系ユダヤ人で『フリーマンズ・ジャーナル』の広告取りである。ブルームは、妻のためにパンと紅茶の用意をし、途中で豚の腎臓を買いに肉屋まで出かける。家に戻ると手紙と葉書が届けられており、そのうち一つは娘のミリーから、もう一つは歌手をしている妻モリーのコンサートマネージャであるブレイゼズ・ボイランからのものであった。ブルームは、娘からの手紙を読みながら、妻とは別に朝食を取る。ブルームは、妻がボイランと浮気をするつもりだと考え、その考えに苦しめられる。ブルームは、家の外の便所で排泄し、教会の鐘を聞いて、急死したディグナムのことを思う。
場面＝家、時刻＝午前8時、器官＝腎臓、学芸＝経済学、色彩＝オレンジ、象徴＝ニンフ、技術＝語り（中年の）、神話的対応＝寝室のベッドにかかっている絵画『ニンフの湯浴み』のニンフがオデュッセウスを7年間引き止めたカリュプソに対応する。

#### 第5挿話 食蓮人たち
ブルームは、郵便局に向かい、密かに文通している女性マーシャ・クリフォードから、自分の変名「ヘンリー・フラワー」宛ての手紙を受け取る。郵便局を出たところで知人のマッコイに出くわし、厄介に感じながら言葉を交わす。それから人気のない場所に入り、手紙を読む。その後、カトリック教会に入り込んでミサを聞いた後、スウィニー薬局で妻の香水の調合を頼み、ついでに自分用にレモンの香りのする石鹸を買う。店を出て、知人のバンダム・ライアンズに新聞を見せてやり、その際に図らずも彼の競馬予想のヒントとなる言葉（Throwaway）を口にする。それから、入浴中の自分をイメージしながら浴場に向かう。ダブリンに実在したリンカーン・プレイスのトルコ風呂が言及されている。
場面＝浴場、時刻＝午前10時、器官＝生殖器、学芸＝植物学・科学、象徴＝聖体、技術＝ナルシシズム、神話的対応＝ブルームが見かける馬車の馬、教会の聖餐拝受者、ポスターの兵士、また彼の思い浮かべる入浴者とクリケットの観客が、ロートパゴス族の蓮の実を食べて理性を失ったオデュッセウスの部下たちに対応する。

#### 第6挿話 ハデス
ブルームは、ディグナムの家から会葬馬車に乗り込み、北郊のグラスネヴィン墓地に向かう。同乗者には、スティーブンの父サイモン・ディーダラス（ジョイスの父がモデル）がいる。ブルームは、馬車が彼の息子スティーブンとすれ違ったことを彼に告げ、生後すぐに死んだ自分の息子ルーディのことを考える。また、馬車はボイランともすれ違う。車中の話が自殺に関することになると、カニンガムは、ブルームの父が服毒自殺していることを知っているので、話を逸らそうとする。馬車はさまざまな場所を通って墓地に到着する。ここで埋葬に立ち会う間、ブルームは、マッキントッシュに身を包んだ見慣れない男を目にする。ブルームの想念は、しばらく死者を巡って展開していくが、結局のところ「温かい血のみなぎる生命」（warm fullblooded life）を受け入れる。
場面＝墓地、時刻＝午前11時、器官＝心臓、学芸＝宗教、色彩＝白・黒、象徴＝管理人、技術＝インキュビズム、神話的対応＝馬車が通り過ぎるドダー河、グランド運河、リフィ河、ロイヤル運河が冥界の四河に対応。会葬に立ち会うコフィ神父がケルベロスに、墓地の管理人がハデスに、死者ディグナムがキルケの宮殿から墜ちて死んだオデュッセウスの部下エルペノルに対応する。

#### 第7挿話 アイオロス
ブルームは、『フリーマンズ・ジャーナル』のオフィスで立ち働いている。酒屋キーズの広告デザインのことで印刷工の監督と相談し、その広告の件を取りまとめるために競売所へ向かう。その間、同じ新聞社にディージーの投書を携えて来ていたスティーブンは、その場にいた若手弁護士オモロイ、マクヒュー教授、編集長クロフォードらを酒場へ誘う。ブルームとスティーブンは、ここでは出会わない。戻ってきたブルームは、広告の話をまとめようとするが、クロフォードに邪険にあしらわれる。スティーブンは、酒場への道すがら一同に二人の老婆の寓話を披露する。この挿話は、新聞記事のような小見出しを持つ断章形式で書かれている。
場面＝新聞社、時刻＝正午12時、器官＝肺臓、学芸＝修辞学、色彩＝赤、象徴＝編集長、技術＝省略三段論法、神話的対応＝編集長クロフォードがアイオロスに対応する。

#### 第8挿話 ライストリュゴネス族

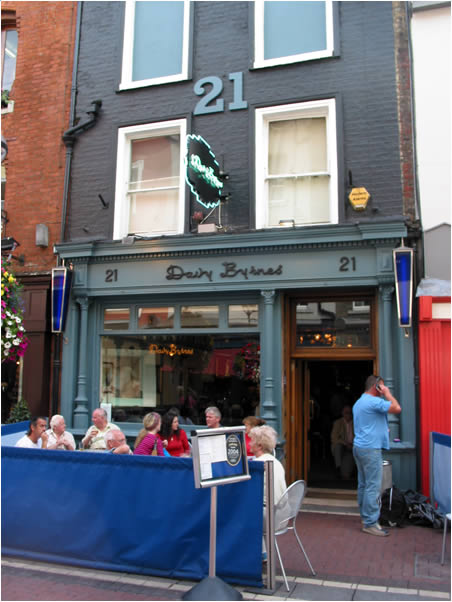
ディヴィ・バーンのパブ。ブルームは、ここで昼食のサンドウィッチを食べる。

ブルームは、新聞社を出て、古い広告を見るため国立図書館に向かう。その道すがら、オコネル橋でカモメたちのためにケーキを買って投げてやり、それから通りのサンドイッチマンを見て、ミリーがまだ小さかった頃の幸福な生活を回想する。すると、昔の恋人ミセス・ブリーンに声をかけられて立ち話になり、彼女の夫が中傷的な葉書に対する名誉毀損裁判を起そうとしていることや、モリーの友人であるマイナ・ピュアフォイが難産で苦しんでいることなどを聞かされる。その後、ブルームは、昼食のためにバートン食堂に入りかけるが、客たちの汚らしい食べ方に嫌気がさしたのでやめ、代わりにディヴィ・バーンズパブで赤ワインとゴルゴンゾーラ・チーズのサンドウィッチを摂る。そして、図書館に向かうと、門前でボイランの姿を見かけて混乱し、あわてて隣の博物館に駆け込む。
場面＝昼食、時刻＝午後1時、器官＝食道、学芸＝建築、象徴＝巡査たち、技術＝蠕動、神話的対応＝飢えが人食いのライストリュゴネス族の王アンティパテスに、歯がライストリュコネス族に、飢えがその囮に対応する。

#### 第9挿話 スキュレとカリュブディス

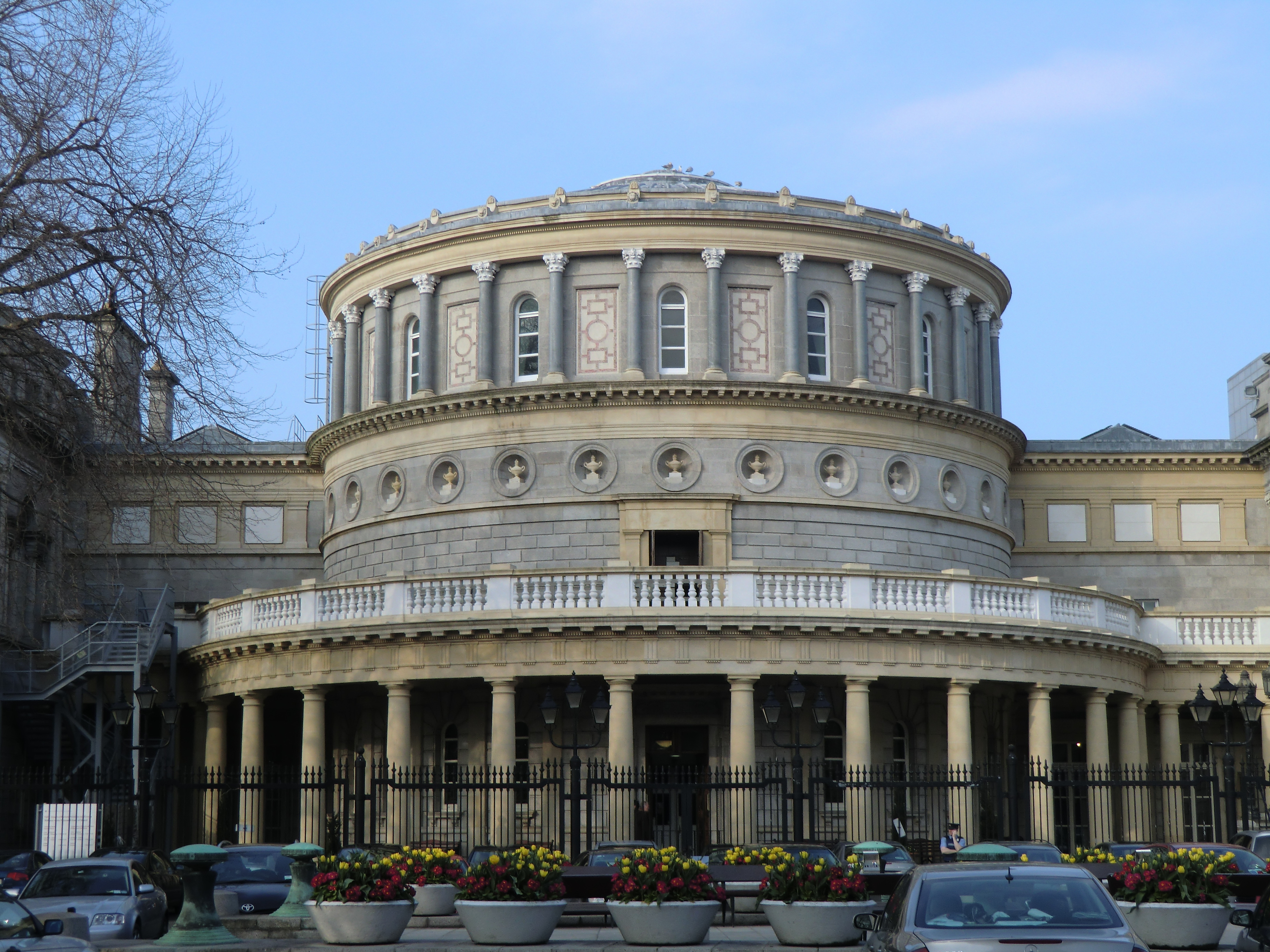
アイルランド国立図書館。第9挿話の舞台。

国立図書館にて、スティーブンは年長の文学者たちを相手にシェイクスピアの『ハムレット』論を披露する。彼のハムレット論はシェイクスピアの伝記研究を基にしたもので、シェイクスピアの妻アンに対する性的劣等感やアンの不倫などを前提として、シェイクスピアの心情はハムレットではなく亡霊ハムレット王に投影されているというのがその骨子。途中からマリガンが加わり嘲笑的な批評を加える。図書館を後にするときに二人はブルームの姿を目にし、マリガンは彼が同性愛者だということを冗談半分に示唆する。
場面＝図書館、時刻＝午後2時、器官＝脳、学芸＝文学、象徴＝ストラトフォード・ロンドン、技術＝弁証法、神話的対応＝文学談義の中のアリストテレス、神学、ストラトフォードがスキュレに、プラトン、神秘主義、ロンドンがカリュブディス、スティーブンがオデュッセウスに対応。

#### 第10挿話 さまよう岩々
この挿話ではダブリンを行き交う多様な人々の様子が19の断章によって活写される。中には立ち話をするスティーブン、妻のために猥本を買うブルームなどの姿も混じるが、いずれも他の市民と同じ程度の扱いになっている。最後の断章ではアイルランド総督の騎馬行列が現れ、この小説の様々な箇所に登場する人物たちを次々に通り過ぎてゆく。
場面＝市街、時刻＝午後3時、器官＝血液、学芸＝機械学、象徴＝市民、技術＝迷路、神話的対応＝市民たちがさまよう岩々（プランクタイ）に対応する。

#### 第11挿話 セイレン
場所はオーモンド・ホテルのバー。序曲的な前触れのあと、二人の女給（ミス・ドゥースとミス・ケネディ）が噂話をする様子が描かれる。そこにサイモン・ディーダラスがやってくる。一方マーサへの返事を書くために便箋を買ったブルームは、ボイランの姿を見かけ、彼の後をつけて同じホテルに入る。ボイランがバーで酒を飲む傍ら、ブルームは友人グールディングに挨拶して、彼とともに傍の食堂でレバーとベーコンのフライを食べる。ボイランは店を出てモリーの待つブルーム宅に向かい、ブルームはサイモンたちの歌声に耳を傾けながらマーサへの返事を書き、そしてボイランとモリーとのことを考えて苦悩する。店を出たブルームは川沿いに歩き、目に入ったウィンドウに書かれていた愛国者ロバート・エメットの最後の言葉を思い出しながら大きな屁をする。この挿話ではモチーフにあわせた音楽的な文体が採用されている。
場面＝演奏室、時刻＝午後4時、器官＝耳、学芸＝音楽、象徴＝バーの女給、技術＝カノン形式によるフーガ、神話的対応＝バーの二人の女給がセイレンに対応する。

#### 第12挿話 キュクロプス
場所はバーニー・キアナンの酒場。ここでは男たちが、この酒場の常連で「市民」と呼ばれるナショナリストを囲んで酒を飲んでいる。そこにカニンガムらと待ち合わせをしていたブルームが入って来る。「市民」はデマのためにブルームが競馬で大穴を当てたと勘違いし、またブルームがユダヤ人であることから彼に絡み口論になる。最後にブルームは仲間に庇われながら馬車に乗り込み、君たちの神はユダヤ人だった、と言い捨てて「市民」からビスケットの缶を投げつけられる。この挿話は酒場に居合わせている名前の明らかでない取立て屋によって語られており、彼の粗野な文体の合間合間に、アイルランド文芸復興期の文章、学会報告の文章、聖書の文章といった壮麗な文章のパロディが差し挟まれている。
場面＝酒場、時刻＝午後5時、器官＝筋肉、学芸＝政治、象徴＝フィニア会、技術＝巨大化、神話的対応＝「市民」がキュクロプスに対応。

#### 第13挿話 ナウシカア
サンディマウント海岸で、3人の若い娘が子供を連れて遊んでいる。前半はこの中の一人ガーティ・マクダウェルの、婦人雑誌ないしノヴェレッタの文体を模した語りによって書かれており、彼女は恋愛についての夢想をするうちに、遠くから中年の男が自分を見ていることに気がつく。これが仲間とともにディグナム婦人を訪ねてきた後のブルームで、彼女は花火が上がるどさくさにスカートの裾を捲り上げてブルームを挑発し、彼はそれを見ながら自慰をする。彼女が去っていくとき、ブルームは彼女が足に障害があることに気がつき、ここからブルームの独白に切り替わる。ブルームはその場にへたりこんだまましばらく休み、彼女や妻、娘、ディグナム婦人のことなどに思いを馳せ、産科にマイナ・ピュアフォイを見舞いに行くことに決める。
場面＝岩場、時刻＝午後8時、器官＝目・鼻、学芸＝絵画、色彩＝青・灰、象徴＝母、技術＝勃起・弛緩、神話的対応＝ガーティがナウシカアに対応。

#### 第14挿話 太陽神の牛
ブルームは、産婦人科病院にピュアフォイを見舞い、そこで医師ディクソンに誘われて、医学生の宴会に加わる。そこにはスティーブンがおり、後にバック・マリガンも加わり性や妊娠について歓談する。ピュアフォイが無事に男児を出産すると、スティーブンの一声で一同はバーク酒場へ移動したので、ブルームも几帳面について行く。この挿話は、英語文体史を概括するパスティーシュの集積で成り立っており、古代の呪いから始まって、ラテン語散文、古英語の韻文、マロリー、欽定訳聖書文体、バニヤン、デフォー、スターン、ウォルポール、ギボン、ディケンズ、カーライルというふうに次々と文体が変わってゆき、最後にスラングまみれの話し言葉となって終わる。
場面＝病院、時刻＝午後10時、器官＝子宮、学芸＝医術、象徴＝白、技術＝胎生的発展、神話的対応＝産婦人科病院が太陽神の島トリナキエに、病院長ホーンが太陽神ヘリオスに、生殖力あるいは豊穣がその牛に対応。（オデュッセイアでは、部下たちが禁忌を破って島の牛を食べてしまい、神の怒りによって全滅する。オデュッセウス1人が残される。）

#### 第15挿話 キルケ
スティーブンと仲間のリンチは、娼家街に繰り出す。ブルームも彼らの後を追い、ベラ・コーエンの娼家で彼らを見つける。この間、ブルームとスティーブンも頻繁に幻覚を見る。スティーブンは、死んだ母親の幻覚に怯え、ステッキでシャンデリアを壊して逃げ、路上でイギリス王に対する軽口を聞き咎めたイギリス兵に殴り倒される。ブルームがスティーブンを介抱しようとすると、彼は死んだ息子ルーディの幻覚を見る。この挿話は、全編がト書き付きの戯曲形式で書かれており、プロットは頻繁に登場人物の見る幻覚によって中断される。
場面＝娼家、時刻＝深夜12時、器官＝運動器官、学芸＝魔術、象徴＝娼婦、技術＝幻覚、神話的対応＝娼家の女主人ベラがキルケに対応する。

### 第3部 ノストス

#### 第16挿話 エウマイオス
ブルームは、スティーブンを休ませるため、近くにあった「御者溜まり」という喫茶店にスティーブンを連れてゆく。ここで酔った老水夫マーフィーに話しかけられ、スティーブンの父サイモンについてのほら話などを聞かされる。また、この店の主人「山羊皮」は、パーネル失脚の原因となったフィーニックス公園暗殺事件に連座した人物と噂される人物で、御者の一人がパーネルの帰国を予測する。ブルームは、コーヒーと甘パンを注文してやるが、スティーブンは食べることができない。二人は歴史、アイルランド、ユダヤといった、互いのアイデンティティに関わる事柄について議論し、またブルームは写真を見せて妻を紹介する。店を出ると音楽の話になり、ブルームはドイツ民謡を唄うスティーブンの美声に驚く。この挿話は、持って回ったくだくだしい文体が採用されている。
場面＝御者溜まり、時刻＝深夜1時、器官＝神経、学芸＝航海術、象徴＝船員、技術＝語り（老人の）、神話的対応＝店の主人「山羊皮」がエウマイオスに対応する。

#### 第17挿話 イタケ
ブルームは、スティーブンを連れて自宅に帰ってくるが、鍵を持って出るのを忘れたため、柵を乗り越えて半地下エリアに飛び降り台所から入らなければならない。ブルームは、スティーブンにココアを入れてやり、古代ヘブライ語と古代アイルランド語の詩について話をする。ブルームは、スティーブンに泊まってゆくように言うが、スティーブンは断り、二人は裏庭に出て彗星を見、一緒に小便をした後別れる。ブルームは、妻モリーのいるベッドに入り、そこに性行為の後を発見し嫉妬と諦めを感じる。この挿話は、教義問答を模した形式で書かれており、問いかけに対する答えは過度な科学的詳細さで行われている。
場面＝家、時刻＝深夜2時、器官＝骨格、学芸＝科学、象徴＝彗星、技術＝教義問答（非個人的）、神話的対応＝ボイランがエウリュマコスに対応する。（イタケはオデュッセウスの故郷）

#### 第18挿話 ペネロペイア
8つのパラグラフからなるモリーの独白で、句読点のない滔々とした文章になっている。その内容は、ブルームとボイランとの比較やモリーのこれまでの人生の回想、ブルームとの出会いや彼との生活、ブルームが連れてきたスティーブンのことなどである。最初は、ボイランとの行為を満足をもって振り返るが、やがて彼の粗野さに気付き、ブルームの優しさを再確認する。最後は、16年前にブルームからプロポーズされたときの回想と、それに伴って現れるYesという言葉で終わる。（and yes I said yes I will Yes.）
場面＝ベッド、器官＝肉、象徴＝大地、技術＝独白（女の）、神話的対応＝モリーがペネロペイアに対応。

## 出版
1917年末、ジョイスは、援助者のエズラ・パウンドとハリエット・ショー・ウィーヴァーに完成した最初の3挿話を送った。パウンドとウィーバーは、連載に積極的であったが、検閲などの問題でロンドンのウィーバーの雑誌『エゴイスト』ではなく、アメリカの雑誌『リトル・レビュー』での掲載の手はずを整え、『ユリシーズ』は同誌1918年3月から1922年9・12月号までの23号にわたり第14挿話までの連載が行われた。また、1919年には『エゴイスト』にもごく一部であるが作品が掲載されている。しかし、1919年に、『ユリシーズ』を掲載した『リトルレビュー』の1月号と5月号がアメリカ郵政当局により没収を受けた。1920年9月には第13挿話の後半を載せた同誌の8-9月号に対してニューヨーク悪書追放協会によって告訴され、翌年2月に編集者二人に50ドルの罰金が科せられるとともに『ユリシーズ』の出版が禁じられた。これによって一時出版が絶望的になり、ジョイスはいくつの出版社に断られたが、最終的にパリの英語文学専門の個人書店であるシェイクスピア・アンド・カンパニー書店の経営者シルヴィア・ビーチが刊行を引き受けることになった。

ビーチは予約制の限定本とすることによって出版資金を集め、『ユリシーズ』は、1922年2月2日のジョイスの40歳の誕生日に無事刊行された。限定1000部の『ユリシーズ』は、装丁によって値段に幅が設けられており、350フランの本が100部、250フランが150部、150フランが750部刷られた。ただし、最低価格の150フランでも、当時のパリのアトリエの家賃半月分に匹敵する値段である。予約者名簿のなかにはイェイツ、ヘミングウェイ、ジッド、チャーチルの名があったが、バーナード・ショーは作品に書かれている現実と法外な値段の高さを理由に断りの手紙をよこしている。『ユリシーズ』出版は、T・S・エリオットやヘミングウェイには絶賛を持って迎えられたものの、ヴァージニア・ウルフのように反発する文学者もおり賛否両論が起こった。週刊誌は、この出版をスキャンダラスに取り上げ、ダブリンではこの作品に自分たちが書かれているかどうか囁かれた。
シルヴィア・ビーチは、その後も1920年代を通して『ユリシーズ』の刊行を続けた。1922年10月には、先述のショー・ウィーバーのエゴイスト・プレス社によってイギリスでも出版が行われた（ただし、印刷はフランスで行われた）。1932年には、ドイツのオデッセイ・プレス社が『ユリシーズ』のヨーロッパでの出版を引き受けることになった。1933年12月には、アメリカで『ユリシーズ』を「現代の古典」として認め、発禁処分を解除する判決が出され、その1ヶ月後にはランダム・ハウス社がアメリカでの『ユリシーズ』の最初の出版を行った。しかし、この過程で、それまで自身の収益を度外視して出版に献身してきたビーチとジョイスとの信頼関係に亀裂が走ることにもなった。1984年、ハンス・ヴァルター・ガーブラーとドイツの編集チームが『ユリシーズ』の最初の大規模な改訂を行い、ガーランド出版よりニューヨークとロンドンで対照校訂版を出した。1992年には、著作権保護期間が切れ、いくつかの出版社が『ユリシーズ』を出版したが、これらは概ねガーブラー以前の版を典拠とした。以降は、ガーブラーに匹敵する大規模な改訂は行われていない。

## 影響
『ユリシーズ』の影響を受けた最初の文学作品は小説ではなく、『ユリシーズ』を出版前から熱心に読んでいたT・S・エリオットの詩『荒地』（1923年）であった。前述のように『ユリシーズ』に対して辛辣だったヴァージニア・ウルフの『ダロウェイ夫人』（1925年）にも、「意識の流れ」やテーマなどの点で『ユリシーズ』と多くの共通点があり、ジョイスを強く意識していたことをうかがわせる。「意識の流れ」は、ウルフの他にもシャーウッド・アンダーソン（『黒い笑い』）、トマス・ウルフ（『天使よ故郷を見よ』）、ウィリアム・フォークナー（『響きと怒り』）などで模倣されており、神話的方法はジョン・アップダイク（『ケンタウロス』）など、百科全書的手法はトマス・ピンチョン（『重力の虹』）などにもつながる。また、ジョイスの影響を受けているナボコフは、『ユリシーズ』のロシア語訳を企てて果たせなかった。ドイツ語圏で『ユリシーズ』の影響を受けた作家には、意識の流れや引用などの『ユリシーズ』的な手法で都市小説『ベルリン・アレクサンダー広場』を書いたデーブリーン、18時間のあいだのヴェルギリウスの意識の変化を追った長編『ヴェルギリウスの死』を書いたヘルマン・ブロッホ（彼はジョイスの助力を受けて亡命した）などがいる。その他、辺境の土俗性に注目し『百年の孤独』を書いたガルシア・マルケスなど、『ユリシーズ』から直接間接に影響を受けた作家は枚挙に暇がない。日本では伊藤整、丸谷才一がそれぞれ作家としての活動初期に『ユリシーズ』を翻訳し影響を受けている。

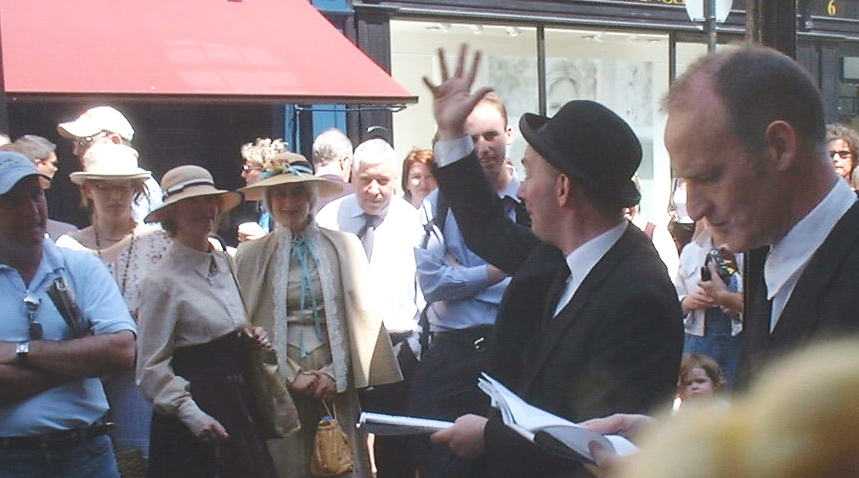
ディヴィ・バーンのパブ店頭での「ブルームズデイ」の催しの光景。（2007年）

そのダブリンの描き方を嫌悪し、ジョイスを半世紀近く拒絶してきたアイルランドも、その後は国際的作家としてジョイスを受け入れている。現在、ダブリンには、本書の出だしに登場するマーテロー塔（現在ジョイス記念館になっている）をはじめ、主人公ブルームがレモン石鹸を買った薬局（同じ石鹸が陳列されている）、昼食を摂ったディヴィ・バーンのパブ（同じ軽食とワインが提供されている）、ブルームの足取りを追うプレートなど、各地に作品にちなんだ名所ができ重要な観光産業となっている。また、『ユリシーズ』の物語が展開する6月16日は、現在ブルームズデイとして祝われ、各地で催しが行われている。

## 翻案
戯曲形式で書かれている本作第十五挿話（キルケ）は、1958年にマージョリー・バーケンティンによって『夜の街のユリシーズ』として舞台化された。1967年にはジョーゼフ・ストリック監督による『ユリシーズ』が公開され、ミロ・オシーがブルームを演じた。これは、原作全体の映画化であるが省略された部分も多く、総じて自然主義的な演出で、批評家はおおむね批判的であった。2003年には、ショーン・ウォルシュ監督による、『ユリシーズ』を原作とする映画『ブルーム』が公開された。ブルーム役は、スティーヴン・レイで、モリーを演じたアンジェリン・ボールはアイルランド・アカデミー賞で映画女優賞を獲得している。
『ユリシーズ』に基づく楽曲には、ルチアーノ・ベリオ『テーマ（ジョイスへの賛辞）』（1958年）、ジョージ・アンタイルのオペラ『「ミスタ・ブルームとキュクロプス」より』（1925-26年、未完）、マティアス・シェイベルのテノール・合唱・オーケストラのための歌曲（1946-47年）などがある。

## 日本語訳
- 伊藤整・永松定・辻野久憲共訳 『ユリシイズ』（全2巻、第一書房、1931-1933年） - 伊藤・永松（辻野は1937年に死去）により、戦後改訳され『ユリシーズ』（新潮社〈現代世界文学全集 第10・11巻〉、1955年／新版・新潮社〈世界文学全集 第21・22巻〉、1963年）に収録。
伊藤は編著『現代英米作家研究叢書　ジョイス研究』（英宝社、1955年、のち新版）、『20世紀英米文学案内9 ジョイス』（研究社出版、1969年）を刊行している。
- 森田草平・龍口直太郎・安藤一郎・名原廣三郎・小野健人・村山英太郎共訳 『ユリシーズ』（全5巻、岩波文庫、1932-1935年） - 岩波文庫版は伏字が多く、1952年に伏字を起こし、三笠書房（全3巻）で再刊。
昭和初期に刊行されたこの2種の訳本については、川口喬一『昭和初年の「ユリシーズ」』（みすず書房、2005年）に詳しい。
- 丸谷才一・永川玲二・高松雄一共訳 『ユリシーズ』（河出書房新社〈世界文学全集Ⅱ-13・14〉、1964年） - 丸谷は14章（太陽神の牛）を古事記、万葉集から西鶴、漱石などの文体で翻訳した。
後年、同じ訳者による改訳版（全3巻、集英社、1996-97年。全4巻、集英社文庫ヘリテージ、2003-04年）が刊行。丸谷は編著『ジェイムズ・ジョイス 現代作家論』（早川書房、1974年、新版1992年）を刊行している。
- 柳瀬尚紀訳 『ユリシーズ1-12』（河出書房新社、2016年、12章まで） - 丸谷他訳を痛烈に批判する柳瀬による翻訳。訳注を付けない点が大きな特徴である。柳瀬は1996年から順次、訳書を刊行してきたが、完訳を前にして2016年7月に死去した。12月に既発表の12章までをまとめた単行版『ユリシーズ 1－12』を刊行。
2017年に『ユリシーズ航海記　『ユリシーズ』を読むための本』[49]が刊行。電子書籍も再刊行された。（13章以降の訳では）17章（『文藝』2016年夏季号）、15章の冒頭部（遺稿：『文藝』2017年春号、同年を収録）が公表されている。このほか柳瀬は、編著『ユリシーズのダブリン』と、図版での評伝訳書『肖像のジェイムズ・ジョイス』（いずれも河出書房新社）、著書『ジェイムズ・ジョイスの謎を解く』（岩波新書）がある。『謎を解く』では12章（キュクロプス挿話）が犬の視点で書かれていると主張している。訳もこの解釈に従ったものになっている。